# Çatalpınar, Evren
Çatalpınar là một xã thuộc huyện Evren, tỉnh Ankara, Thổ Nhĩ Kỳ. Dân số thời điểm năm 2011 là 236 người.